# Prima di ogni cosa
Prima di ogni cosa è un singolo del rapper italiano Fedez, pubblicato il 2 novembre 2018 come primo estratto dal quinto album in studio Paranoia Airlines.

## Descrizione
Il brano è dedicato al figlio Leone, nato a marzo 2018 dalla relazione con la moglie Chiara Ferragni.

## Video musicale
Il video è stato reso disponibile il 2 novembre 2018 attraverso il canale YouTube del rapper ed è stato diretto da Darren Craig, noto per aver firmato i video di star come Shakira, Rihanna e molti altri, e cattura alcuni istanti più intimi della vita familiare di Fedez.

## Tracce
Testi e musiche di Federico Leonardo Lucia, Alessandro Alessandroni Jr, Michele "Canova" Iorfida e Daniele Lazzarin.
1. Prima di ogni cosa – 3:06

## Formazione
- Fedez – voce
- Michele "Canova" Iorfida – produzione, realizzazione, registrazione, missaggio
- Antonio Baglio – mastering
- Marco Peraldo – montaggio, ingegneria del suono
- Michael Gario – montaggio, ingegneria del suono

## Classifiche
| Classifica (2018) | Posizione massima |
| ----------------- | ----------------- |
| Italia            | 1                 |
| Svizzera          | 31                |